# Alailelai
Alailelai ist ein Verwaltungsbezirk (Ward) des Distrikts Ngorongoro in der tansanischen Region Arusha.

## Geografie
Alailelai liegt im Norden von Tansania rund 120 Kilometer Luftlinie nordwestlich der Regionshauptstadt Arusha und nordöstlich des Ngorongoro-Kraters. Der Nordwesten des Bezirks liegt etwa 1400 Meter über dem Meer, nach Süden und Osten steigt das Land zu den Crater Highlands an. Die höchsten Erhebungen sind der Olmoti-Krater im Süden und der Anstieg zum Empakaai-Krater mit jeweils rund 3000 Metern.
Alailelai grenzt im Norden an Malambo, im Osten an Naiyobi, im Süden an Nainokanoka und im Westen an Olbalbal und ist 1052 Quadratkilometer groß. Bei der Volkszählung 2022 lebten hier 11.526 Menschen in 2764 Haushalten.

## Gliederung
Der Bezirk besteht aus drei Gemeinden (Mtaa) mit sieben Orten (Kitongoji):
| Alailelai - Alailelai - Ikirangaren | Bulati - Bulati - Haunok - Irmejiro - Naabast | Sendui - Sendui |

## Wirtschaft und Infrastruktur
- Gesundheit: In den Gemeinden Alailelai[8] und Bulati[9] befindet sich je eine staatliche Apotheke.